# Vadgaon
Vadgaon là một thị trấn thống kê (census town) của quận Pune thuộc bang Maharashtra, Ấn Độ.

## Nhân khẩu
Theo điều tra dân số năm 2001 của Ấn Độ, Vadgaon có dân số 11.359 người. Phái nam chiếm 52% tổng số dân và phái nữ chiếm 48%. Vadgaon có tỷ lệ 75% biết đọc biết viết, cao hơn tỷ lệ trung bình toàn quốc là 59,5%: tỷ lệ cho phái nam là 80%, và tỷ lệ cho phái nữ là 69%. Tại Vadgaon, 13% dân số nhỏ hơn 6 tuổi.